# Municipio de Knox (Dakota del Norte)
El municipio de Knox (en inglés: Knox Township) es un municipio ubicado en el condado de Benson en el estado estadounidense de Dakota del Norte. En el año 2010 tenía una población de 28 habitantes y una densidad poblacional de 0,3 personas por km².

## Geografía
El municipio de Knox se encuentra ubicado en las coordenadas 48°19′42″N 99°38′40″O / 48.32833, -99.64444. Según la Oficina del Censo de los Estados Unidos, el municipio tiene una superficie total de 94.26 km², de la cual 92,69 km² corresponden a tierra firme y (1,66 %) 1,57 km² es agua.

## Demografía
Según el censo de 2010, había 28 personas residiendo en el municipio de Knox. La densidad de población era de 0,3 hab./km². De los 28 habitantes, el municipio de Knox estaba compuesto por el 100 % blancos. Del total de la población el 0 % eran hispanos o latinos de cualquier raza.